# Vivienne van den Assem
Vivienne Linette van den Assem (Oud-Beijerland, 15 november 1983) is een Nederlands actrice en presentatrice.

## Levensloop

### Jeugd
Vivienne van den Assem bracht haar jeugd door in Oud-Beijerland. Ze volgde het atheneum aan de CSG Willem van Oranje. In de vierde klas van het atheneum combineerde ze school met acteren. In de zomervakantie tussen het vijfde en zesde jaar verhuisde ze naar Den Haag. Van den Assem maakte het atheneum af en volgde een cursus productieassistentie aan de Nederlandse Film en Televisie Academie.

### Carrière
Nadat ze vanaf haar dertiende lessen spel, dans en zang had gevolgd aan Jeugdtheater Hofplein, kreeg ze haar eerste rol in Goudkust als Sophie Bergman. Deze rol vervulde ze van 2000 tot 2001. Daarna speelde ze in de film Emergency Exit en begon ze aan de rol van Lizzy Vehmeijer in Onderweg naar Morgen. Deze laatste rol vervulde ze tot 2003.
In het theater speelde Van den Assem in De Bruiloft (1998), Nieuwe Goden (1999), Twelfth Night (2000) en En als het mijn beurt is zal ik zeggen dat het prachtig was en dat ik het voor geen goud had willen missen (2001).
Van den Assem vertolkte de rol van Elise Pardoel van 2004 tot en met 2006 in de Nickelodeon-jeugdserie ZOOP en later ook in de ZOOP-films Zoop in Afrika (2005), Zoop in India (2006) en Zoop in Zuid-Amerika (2007). In juli 2023 kwam ze met de oud-hoofdrolspelers na bijna twintig jaar weer bij elkaar in de televisiespecial ZOOP: De Reünie.
In de periode van 2004 tot 2007 presenteerde Van den Assem, samen met Chris Silos, het televisieprogramma At Nick op Nickelodeon. Ter gelegenheid van het WK voetbal 2006 werd de variatie At Nick Goes WK gemaakt.
Als vervanging op het programma At Nick presenteerde Van den Assem rond 2007 samen met Patrick Martens het programma Supernick.
Van den Assem presenteerde samen met Chris Silos de Nickelodeon Kids' Choice Awards van 2005, en in 2007 deed ze dit ook, toen samen met Patrick Martens. In 2007 was ze zelf genomineerd in de categorie Beste tv-ster; ze eindigde achter actrice Loek Beernink.
Naast acteren is Van den Assem actief in de muziekwereld. Zo zong ze op de singles Wat ik wil met Kerstmis... ben jij! en Kon het elke dag maar Kerstmis zijn.
Van den Assem sprak in 2007 de stem in van de pinguïn Lani in de Nederlandse versie van de animatiefilm Surf's Up. Een jaar later in 2008 verzorgde ze de stem van EVE in de Disney-Pixar film WALL•E. Vanaf 2008 vertolkte Van den Assem de rol van Sonja Zelenko in de Nederlandse misdaadserie Deadline (VARA). In 2009 deed zij mee aan het AVRO-programma Wie is de Mol? in Noord-Ierland en Jordanië. Zij won het spel en kreeg een pot ter waarde van 22.650 euro.
Vanaf oktober 2010 nam ze de presentatie van Te leuk om waar te zijn voor Z@pp voor haar rekening. Ook gaf zij de punten voor Nederland in de finale van het Eurovisiesongfestival 2012.
In 2016, 2017 en 2018 was ze een van de presentatoren van het ochtendprogramma Goedemorgen Nederland op NPO 1. Sinds 2 januari 2017 zit zij in de nieuwe programmering van NPO Radio 2. Van den Assem ging één keer in de week van twee tot vier uur in de nacht presenteren.
In juli 2018 maakte Van den Assem de overstap van de publieke omroep naar de commerciële-zender RTL waar ze onder andere voor de televisiezenders RTL 4 en RTL 5 gaat werken. Sinds augustus 2018 is Van den Assem te zien als een van de vaste presentatoren van het RTL 4-programma RTL Boulevard. In 2019 vormde ze samen met Robert ten Brink het presentatie duo voor het programma Je kent me toch, schat? op RTL 4. Datzelfde jaar vormde ze samen met Jan Smit één aflevering panellid in het Vlaams-Nederlandse programma De Battle. Twee jaar later, in maart 2021, verving ze Marieke Elsinga als presentatrice van het RTL 5-programma Crime Desk.

## Privé
Van den Assem heeft sinds 2007 een relatie met muziekjournalist Arne van Terphoven. Samen met hem kreeg ze in december 2018 een zoon en in november 2022 een dochter.

## Filmografie

### Film
| Jaar | Titel                                         | Rol                | Opmerkingen                   |
| ---- | --------------------------------------------- | ------------------ | ----------------------------- |
| 2001 | Emergency Exit                                | Suzanne            | korte film                    |
| 2005 | Zoop in Afrika                                | Elise Pardoel      |                               |
| 2006 | Het woeden der gehele wereld                  | Ruth Oberstein     |                               |
| 2006 | Zoop in India                                 | Elise Pardoel      |                               |
| 2006 | Piet Piraat en het vliegende schip            | kapitein Marilyn   |                               |
| 2006 | Het mysterie van de verdwenen kerstcadeautjes | als zichzelf       | samen met Patrick Martens     |
| 2007 | Zoop in Zuid-Amerika                          | Elise Pardoel      |                               |
| 2007 | Surf's Up                                     | Lani               | nasynchronisatie              |
| 2008 | WALL•E                                        | EVE                | nasynchronisatie              |
| 2008 | BURN•E                                        | EVE                | nasynchronisatie - korte film |
| 2009 | Wat is daarop uw antwoord?                    | Deborah            | korte film                    |
| 2012 | Mees Kees                                     | Juf Sanne          | [ 13 ]                        |
| 2014 | Mees Kees op de planken                       | Juf Sanne          |                               |
| 2015 | Code M                                        | verpleegster       |                               |
| 2016 | Hart Beat                                     | Lilian             | [ 14 ]                        |
| 2016 | Gilbert                                       | moeder van Gilbert | Nasynchronisatie              |

### Televisie
| Jaar      | Titel                     | Rol                         |
| --------- | ------------------------- | --------------------------- |
| 2000      | De Straat                 | -                           |
| 2000–2001 | Goudkust                  | Sophie Bergman              |
| 2001–2003 | Onderweg naar Morgen      | Lizzy Vehmeijer             |
| 2002      | Trauma 24/7               | Sandra de Ridder            |
| 2004–2006 | ZOOP                      | Elise Pardoel               |
| 2006      | Man & Paard               | Robin Willems               |
| 2006      | Bij Sinterklaas           | als zichzelf                |
| 2006      | Juliana                   | Anna Roëll                  |
| 2006-2009 | Deadline                  | Sonja Zelenko               |
| 2010-2011 | De bende van Sjako        | juf Anne                    |
| 2012      | Zaak Zappendael           | als zichzelf                |
| 2012      | Mees Kees                 | juf Sanne                   |
| 2013      | Flikken Maastricht        | Informant Tonja Lacroix     |
| 2015      | Bluf                      | Dorienke de Boer            |
| 2015      | Meiden van de Herengracht | modeontwerpster Reina Borst |
| 2020      | De TV Kantine             | Merel Westrik               |
| 2020      | Sinterklaasjournaal       | vrouw op schoolplein        |

## Presentatie- en andere projecten
| Jaar       | Titel                                | Zender/Omroep                | Rol                                        |
| ---------- | ------------------------------------ | ---------------------------- | ------------------------------------------ |
| 1998-2001  | Toneelgroep Glas in Lood             | diverse producties           | -                                          |
| 2004       | Kids Choice Awards Pre-Show          | Nickelodeon                  | Presentatie                                |
| 2004–2005  | Kids Choice Journaal                 | Nickelodeon                  | Presentatie                                |
| 2005–2007  | At Nick/Nick At                      | Nickelodeon                  | Presentatie                                |
| 2006       | Vivienne Goes LA                     | Nickelodeon                  | Presentatie                                |
| 2005, 2007 | Nickelodeon Kids' Choice Awards      | Nickelodeon                  | Presentatie                                |
| 2006-2008  | Veerhaven Junior Concert             | -                            | Presentatie                                |
| 2007       | Kids Choice Challenge                | Nickelodeon                  | Presentatie                                |
| 2007       | Supernick op de stoep bij            | Nickelodeon                  | Presentatie                                |
| 2007       | Supernick                            | Nickelodeon                  | Presentatie                                |
| 2007       | De Nieuwste Show                     | BNN                          | Verslaggeefster                            |
| 2008-2009  | Vers                                 | NFTVM                        | Presentatie                                |
| 2009       | Wie is de Mol?                       | AVRO                         | Deelnemer; winnares                        |
| 2009       | Debatbattle DKJL                     | DKJL                         | Presentatie                                |
| 2010       | Wie wordt Kruimeltje?                | AVRO                         | Presentatie                                |
| 2010–2013  | Te leuk om waar te zijn              | TROS                         | Presentatie                                |
| 2010–2013  | Zappsport                            | TROS                         | Presentatie                                |
| 2011–2012  | Mijn vader is de beste               | TROS                         | Presentatie; Bonaire                       |
| 2012       | Nationaal Songfestival               | TROS                         | Presentatie                                |
| 2012       | Ambassadeur voor 1 dag               | RTL 4                        | Presentatie                                |
| 2012       | Eurovisiesongfestival                | TROS                         | Punten geven namens Nederland              |
| 2012–2013  | Spetterslot                          | TROS                         | Presentatie                                |
| 2013       | Because I'm a Girl Knock Out         | MTV/Plan NL                  | Deelnemer                                  |
| 2013–2014  | Z@pplive                             | NCRV                         | Presentatie                                |
| 2013–2014  | Nieuws uit de Natuur                 | NTR                          | Presentatie                                |
| 2014       | Zapp Your Planet                     | EO & NCRV                    | Deelnemer; editie Hawaï                    |
| 2015       | Moltalk                              | AVROTROS                     | Presentatie met Patrick Martens.           |
| 2016       | Moltalk                              | AVROTROS                     | Presentatie met Rik van de Westelaken.     |
| 2016–2018  | Goedemorgen Nederland                | WNL                          | Presentatie                                |
| 2018–heden | RTL Boulevard                        | RTL 4                        | Presentatie                                |
| 2019       | Je kent me toch, schat               | RTL 4                        | Presentatie samen met Robert ten Brink     |
| 2019       | De Battle                            | RTL 4                        | Panellid met Jan Smit                      |
| 2021       | Crime Desk                           | RTL 5                        | Presentatie                                |
| 2020-2021  | Dutch Dance Quiz                     | dutchdancequiz.nl            | Presentatie met co-host Arne van Terphoven |
| 2021       | Dutch Dance Quiz live in het Theater | Insight.TV/dutchdancequiz.nl | Presentatie met co-host Arne van Terphoven |
| 2021-heden | De Wild in de Middag                 | NPO Radio 2                  | Sidekick van Ruud de Wild en Gijs Hakkert. |
| 2023       | ZOOP: De Reünie                      | Videoland                    | Reünie-special                             |
| 2023       | DNA Singers                          | RTL 4                        | Gastpanellid                               |
| 2024       | Popquiz Oranje                       | NTR                          | Deelnemer                                  |
| 2024       | Oh, wat een jaar!                    | RTL 4                        | Deelnemer                                  |
| 2024       | The Masked Singer                    | RTL 4                        | Als Cycloop                                |

## Discografie

### Singles
| Lied                                                                      | Verschijnen   | Album | Hitlijsten  | Hitlijsten  | Hitlijsten   | Hitlijsten   | Opmerkingen                                 |
| Lied                                                                      | Verschijnen   | Album | NL (Top 40) | NL (Top 40) | NL (Top 100) | NL (Top 100) | Opmerkingen                                 |
| Lied                                                                      | Verschijnen   | Album | Piek        | Weken       | Piek         | Weken        | Opmerkingen                                 |
| ------------------------------------------------------------------------- | ------------- | ----- | ----------- | ----------- | ------------ | ------------ | ------------------------------------------- |
| Zoop in Afrika (Djeo Madjula)                                             | 27 juni 2005  | —     | 12          | 10          | 4            | 18           | met gehele ZOOP-cast                        |
| Wat ik wil met Kerstmis... ben jij! (met Kus en Chris Silos)              | december 2005 | —     | 10          | 3           | 2            | 6            |                                             |
| Zoop in India (Magisch avontuur)                                          | 5 juni 2006   | —     | 30          | 4           | 9            | 16           | met gehele ZOOP-cast                        |
| Bij Sinterklaas... (met de belangrijke Pieten)                            | november 2006 | —     | —           | —           | 51           | 4            | voor het televisieprogramma Bij Sinterklaas |
| Kon het elke dag maar Kerstmis zijn (met Kus, Chris Silos en René Froger) | december 2006 | —     | 6           | 3           | 2            | 6            |                                             |
| Zoop in Zuid-Amerika (Baila Mi Tango)                                     | juni 2007     | —     | —           | —           | 63           | 5            | met gehele ZOOP-cast                        |

## Trivia
- Sinds 2006 is Van den Assem ambassadrice van Kids tegen Geweld.